# Phantasis gigantea
Phantasis gigantea là một loài bọ cánh cứng trong họ Cerambycidae.